# Fuck the System
Fuck the System è l'ottavo album dei The Exploited, pubblicato l'8 ottobre 2003 da Spitfire Records e prodotto da Simon Efemey e Russ Russell.
Questo album è stato reso disponibile negli Stati Uniti solo in una versione censurata, il titolo che compare è infatti F*** the System e alcune tracce sono state modificate nei testi. I temi sono quelli classici del gruppo: anarchia e capitalismo.

## Tracce
Tutte le canzoni scritte dagli Exploited.
1. Fuck The System – 4:15
2. Fucking Liar – 2:34
3. Holidays In The Sun – 2:24
4. You're A Fucking Bastard – 2:38
5. Lie To Me – 2:16
6. There Is No Point – 2:05
7. Never Sell Out – 2:35
8. Noize Annoys – 2:06
9. I Never Changed – 1:58
10. Why Are You Doing This To Me – 2:25
11. Chaos Is My Life – 2:11
12. Violent Society – 2:14
13. Was It Me – 4:32

## Formazione
- Wattie Buchan - voce
- Robbie - chitarra
- Mike - basso
- Willie Buchan - batteria